# Liste der Bodendenkmäler in Bad Heilbrunn
Auf dieser Seite sind die Bodendenkmäler in der oberbayerischen Gemeinde Bad Heilbrunn zusammengestellt. Diese Tabelle ist eine Teilliste der Liste der Bodendenkmäler in Bayern. Grundlage ist die Bayerische Denkmalliste, die auf Basis des Bayerischen Denkmalschutzgesetzes vom 1. Oktober 1973 erstmals erstellt wurde und seither durch das Bayerische Landesamt für Denkmalpflege geführt wird. Die folgenden Angaben ersetzen nicht die rechtsverbindliche Auskunft der Denkmalschutzbehörde.

## Bodendenkmäler der Gemeinde Bad Heilbrunn

### Bodendenkmäler im Ortsteil Bad Heilbrunn
| Lage                                                                         | Objekt | Akten-Nr.     | Bild           |
| ---------------------------------------------------------------------------- | --- | ------------- | -------------- |
| Bad Heilbrunn Ferdinand-Maria-Straße 2; Ferdinand-Maria-Straße 4. (Standort) | Pfarrkirche St. Kilian Untertägige mittelalterliche und frühneuzeitliche Befunde im Bereich der Katholischen Pfarrkirche St. Kilian in Bad Heilbrunn und ihrer Vorgängerbauten. | D-1-8234-0013 | weitere Bilder |

### Bodendenkmäler im Ortsteil Mürnsee
| Lage               | Objekt                                     | Akten-Nr.     | Bild |
| ------------------ | ------------------------------------------ | ------------- | ---- |
| Mürnsee (Standort) | Grabhügel vorgeschichtlicher Zeitstellung. | D-1-8234-0002 |      |

### Bodendenkmäler im Ortsteil Oberbuchen
| Lage                  | Objekt                                                                                                 | Akten-Nr.     | Bild           |
| --------------------- | --- | ------------- | -------------- |
| Oberbuchen (Standort) | Verebnete Grabhügel vorgeschichtlicher Zeitstellung.                                                   | D-1-8234-0001 |                |
| Oberbuchen (Standort) | Untertägige frühneuzeitliche Befunde im Bereich der Katholischen Filialkirche St. Maria in Oberbuchen. | D-1-8234-0015 | weitere Bilder |